# باشگاه فوتبال ویگان روبین پارک
باشگاه فوتبال ویگان روبین پارک (به انگلیسی: Wigan Robin Park Football Club) یک باشگاه فوتبال در شهر ویگان، کشور انگلستان است که در سال ۲۰۰۵ میلادی تأسیس شده‌است.